# Benji – Auf heißer Fährte

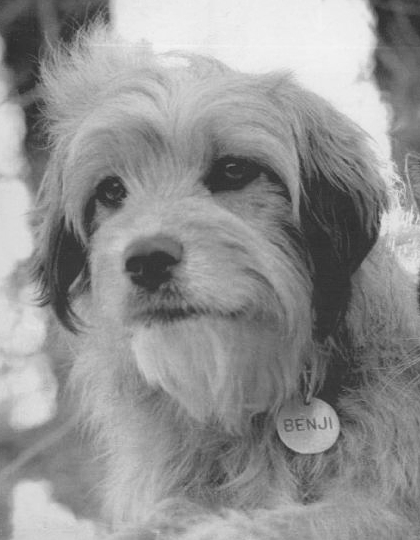
Benji-Darsteller (1977)

Benji – Auf heißer Fährte ist ein US-amerikanischer Spielfilm aus dem Jahr 1974. Er war der erste von mehreren Filmen mit Mischlingshund Benji als Hauptfigur. Benji wurde von Mischlingshund Higgins dargestellt; dieser wurde von Tiertrainer Frank Inn trainiert.

## Handlung
Der streunende Mischlingshund Benji lebt in einem verlassenen Haus. Jeden Tag trifft er auf seinem üblichen Streifzug durch die Stadt seine menschlichen Freunde wie Officer Tuttle und den Cafébesitzer Bill und jagt die weiße Katze einer Dame in der Nachbarschaft. Benji ist Streuner, seit sein Besitzer, ein Landstreicher, eines Tages verhaftet wurde. Er würde gerne bei den Geschwistern Paul und Cindy leben, doch ist ihr Vater Dr. Chapman strikt gegen einen Hund im Haus. Benji wird von Haushälterin Mary heimlich gefüttert. Auch als Dr. Chapman bald von Benji erfährt, verbietet er, ihn im Haus aufzunehmen und lässt sich auch nicht von Cindys Tränen erweichen.
Eines Tages lernt Benji im Park eine weiße Hundedame kennen, die ihm gefällt, und nimmt sie zu den Chapmans mit. Mary nennt Benjis neue Freundin Tiffany.
Eines Tages brechen Linda, Henry und Riley in das Haus ein, in dem Benji lebt, um sich dort mit ihrer Gangsterbande niederzulassen. Riley äußert sich skeptisch, da er bald Anzeichen vorfindet, dass das Haus nicht unbewohnt ist, doch als Linda den Bandenchef Mitch mitbringt, zeigt sich dieser einverstanden, dass die Bande sich hier niederlassen soll. Die Bande entführt Paul und Cindy, um von Dr. Chapman 100.000 Dollar zu erpressen.
Inzwischen hat Dr. Chapman die Polizei verständigt. Benji läuft zum Hause der Chapmans, um Hilfe zu holen, doch versteht Mary ihn nicht und schickt ihn fort. Daraufhin stiehlt Benji den Zettel mit der Nachricht der Kidnapper, um die Polizei zum verlassenen Haus zu locken, wird jedoch gestoppt. Als Benji versucht, auf der Polizeistation Officer Tuttle zu benachrichtigen, wird er versehentlich eingesperrt, jedoch von einem vorbeikommenden Polizeibeamten wieder freigelassen.
Benji kehrt zum Haus zurück und versucht, den ersten Entwurf mit der Entführungsnachricht zu stehlen. Als Mitch ihn zu greifen versucht, wird er von Tiffany gebissen und verletzt diese mit einem Fußtritt. Benji läuft erneut zum Haus der Chapmans. Dort findet er Linda vor, die sich als Reporterin ausgibt und den Zettel sofort in ihre Handtasche steckt. Trotz Lindas Widerstand schafft es Benji, ihr die Handtasche zu stehlen, so dass die Polizei den Zettel zu lesen bekommt. Benji führt die Polizei zum Versteck der Bande. Dort verhaftet die Polizei die Bande und befreit die Kinder. Dr. Chapman behandelt Tiffanys Verletzung und nimmt beide Hunde auf.

## Synchronisation
Die deutsche Fassung des Films hat folgende Synchronsprecher:
| Rolle       | Darsteller  | Synchronsprecher |
| ----------- | ----------- | ---------------- |
| Dr. Chapman | Peter Breck | Harald Leipnitz  |

## Auszeichnungen
- Das Titellied des Films Benji’s Theme (I Feel Love) wurde bei den Golden Globe Awards 1975 mit dem Golden Globe in der Kategorie Bester Filmsong ausgezeichnet.
- Bei der Oscarverleihung 1975 bekam das Titellied eine Oscar-Nominierung in der Kategorie Bester Song.

## Kritiken
„Problemferne, etwas sentimentale Familienunterhaltung mit sparsam dosierter Spannung.“

## Fortsetzungen und Reboot
1977 wurde die Fortsetzung Benji in Gefahr veröffentlicht. Es folgten weitere Filme, die von Joe Camp inszeniert wurden, zuletzt Benji: Off the Leash! aus dem Jahr 2004. Mit Benji wurde 2018 ein Reboot veröffentlicht, das von Brandon Camp, dem Sohn des Regisseurs, verantwortet wurde. Die Produktion übernahm Jason Blum.